# Troncal 3
La Troncal 3 es una carretera de primer orden en Venezuela que siguiendo la línea de la costa une a Morón con Maracaibo, cruzando completamente al estado Falcón de este a oeste. En su punto intermedio, en la ciudad de Coro, se interseca con la Troncal 4 que sigue una dirección norte-sur. La Troncal 3 es conocida comúnmente en su tramo más occidental como la carretera Falcón-Zulia, por unir ambos estados; y en su punto más oriental Morón-Coro, por comunicar estas ciudades.
Tiene un recorrido de 220 km aproximadamente, desde el distribuidor donde se interseca con la Troncal 1 (Puerto Cabello-Morón) hasta la ciudad de Coro, pasando por los poblados de Boca de Aroa, Tucacas, Sanare, Yaracal, Píritu, Guamacho, Tocópero, Puerto Cumarebo y La Vela de Coro.
El tramo de esta carretera entre las poblaciones de Morón y Tucacas es conocido coloquialmente en Venezuela como "el camino a la felicidad".